# Hexenkessel (1973)
Hexenkessel (Originaltitel: Mean Streets) ist ein Gangsterfilm von Martin Scorsese aus dem Jahr 1973. Er gilt als Scorseses erster Mafiafilm. Es folgten GoodFellas, Casino, Departed und The Irishman.

## Handlung
Der Film spielt in Little Italy in den 1960er Jahren und behandelt das Leben des Kleinkriminellen Charlie. Dieser arbeitet als Schuldeneintreiber für seinen Onkel Giovanni, einen lokalen Boss (Caporegime) der La Cosa Nostra. Da er seine Arbeit gut macht, winkt ihm als nächster Karriereschritt die Leitung eines Restaurants für Giovanni. Charlie hat eine heimliche Liebesbeziehung mit seiner Nachbarin Teresa, die an Epilepsie leidet und daher von Giovanni als „Verrückte“ verachtet wird. Sie ist außerdem die Cousine von Charlies naivem Freund Johnny Boy. Der arbeitsscheue Johnny Boy kann seine Schulden bei einem Mafioso nicht zurückzahlen, da er seine gelegentlichen Einkünfte entweder verspielt oder für Frauen und teure Kleidung ausgibt. Aufgrund Johnny Boys unberechenbaren und unzuverlässigen Verhaltens muss Charlie immer wieder Schadensbegrenzung betreiben.
Irgendwann kann Charlie seinen Freund Michael, einen der Gläubiger Johnny Boys, nicht länger vertrösten. Es gelingt ihm jedoch, die Summe herunterzuhandeln. Allerdings erscheint Johnny Boy zum vereinbarten Zeitpunkt nicht, was Michael sehr wütend macht. Johnny Boy bedroht Michael in der Öffentlichkeit mit einer Waffe und demütigt ihn. Da der Mafioso so sein Gesicht verloren hat, schwebt Johnny Boy in Lebensgefahr.
Charlie will deshalb mit Johnny Boy und Teresa eine Zeitlang untertauchen, aber auf der Fahrt durch Brooklyn wird aus Michaels vorbeifahrendem Wagen heraus auf sie geschossen. Kugeln treffen Johnny Boy im Hals und Charlie in der Hand, worauf der Wagen außer Kontrolle gerät und einen Hydranten rammt. Johnny taumelt schwer verletzt einem Streifenwagen entgegen, Charlie kniet auf dem nassen Asphalt, die blutende Teresa muss von Rettungskräften aus dem Wrack geborgen werden.

## Hintergrund
Hexenkessel  basiert auf einem Script mit dem Arbeitstitel „Season of the Witch“, das Scorsese und sein Co-Writer Mardik Martin in den 1960er Jahren schrieben.
Ursprünglich wollten die Geldgeber Jon Voight in der Rolle des Charlie sehen, aber der lehnte das Angebot ab. Schließlich nahm man Harvey Keitel unter Vertrag. Der Film war zudem die erste Zusammenarbeit von Regisseur Martin Scorsese und Schauspieler Robert De Niro.
Obwohl der Film in New York spielt, wurden dort nur sehr wenige Szenen gedreht. Tatsächlich fand der Großteil der Dreharbeiten in Los Angeles statt.

## Kritiken
„Ein intensiver, teilweise wie über ‚die Wirklichkeit‘ improvisiert wirkender Film, beklemmend durch die exhibitionistischen Gefühlsausbrüche der Akteure. Der damals 30-jährige Scorsese inszenierte aggressiv, temporeich und mit aufmerksamem Blick für authentische Details, wobei er eine sehr eigenwillige ‚Großstadtpoesie‘ schuf, die das autobiografische Milieu mit den Mythen des amerikanischen Gangsterfilms reibt.“

## Auszeichnungen und Ehrungen
Hexenkessel gewann bei den National Society of Film Critics Awards 1974 den Preis für den besten Nebendarsteller (Robert De Niro). Außerdem waren Martin Scorsese und Mardik Martin für den Writers Guild of America Award für das beste dramatische Drehbuch (Drama Written Directly for the Screen) nominiert.
1994 wurde der Film vom amerikanischen National Film Preservation Board (NFPB) in das National Film Registry aufgenommen, eine Liste von Filmen, die als kulturell, historisch oder ästhetisch bedeutend angesehen werden.